# Ядерные реакторы, спроектированные и построенные в СССР
Перечень по типам стационарных энергетических установок, которые применяются на атомных электростанциях в СССР.

## Графито-водные реакторы
- ЭГП-6 (4-е блока на Билибинской АЭС)
- АМБ-100 (1-й блок Белоярской АЭС)
- АМБ-200 (2-й блок Белоярской АЭС)

- ЭИ-2 (Сибирская АЭС) — промышленный реактор
- АДЭ-3-5 (Сибирская АЭС) — промышленный реактор

- РБМК — реактор большой мощности канальный.
  - РБМК-1000 (Ленинградская им. В. И. Ленина, Курская, Чернобыльская, Смоленская)
  - РБМК-1500 (Игналинская АЭС Литва)
  - РБМКП-2400 (Разрабатывался; отличительная особенность — перегретый пар до 450 °C; активная зона имеет форму параллелепипеда; в пароперегревательных каналах уран с обогащением до 2,2 %, сплав оболочек ТВЭЛов заменён на нержавеющую сталь)
  - МКЭР-1500 (Проект; Особенности — Защитная гермооболочка, КПД — 35,2 %, срок службы 50 лет, обогащение 2,4 %, Расход природного урана — 16,7 г/МВт·ч(э). См. Описание реактора МКЭР-1500

## Легководные реакторы(корпусные ВВЭР)
ВВЭР — водо-водяной энергетический реактор
- ВВЭР-1
- ВВЭР-210
- ВВЭР-365 (В-3М)
- ВВЭР-440
- ВВЭР-640 (проект)
- ВВЭР-1000
  - ВВЭР-1000 (проекта В-187) — блок № 5 Нововоронежской АЭС (головной блок ВВЭР-1000)
  - ВВЭР-1000 (проектов В-338, В-325) — так называемая «малая серия»
  - ВВЭР-1000 (проекта В-320) — «большая серия»
  - ВВЭР-1000 (проекта В-392)
  - ВВЭР-1000 (проекта В-466)
  - ВВЭР-1000 (проекта В-412)
- ВВЭР-1500 (проект)

Применяется на следующих АЭС:
- Нововоронежская 1-й блок ВВЭР 210; 2-й 365;3 и 4-й 440, 5-й ВВЭР-1000
- Кольская, 4 блока ВВЭР-440,
- Калининская, 4 блока ВВЭР-1000,
- Балаковская, 4 блока ВВЭР-1000,
- Волгодонская, 1 и 2 блоки ВВЭР-1000 (запущены в 2002 и 2010 гг. соответственно)
- Армянская 1 и 2-й блоки ВВЭР-440, (1 блок остановлен)
- Южно-Украинская, 3 блока ВВЭР-1000,
- Запорожская, 6 блоков ВВЭР-1000,
- Ровенская 1 и 2 блоки ВВЭР-440, 3 и 4 блоки ВВЭР-1000 (запущены в 1986 и 2004 гг. соответственно),
- Хмельницкая, 1 и 2 блоки ВВЭР-1000 (запущены в 1987 и 2004 гг. соответственно),
- Богунице, 1 и 2 блоки ВВЭР-440
- Козлодуй, 1,2,3,4 блоки ВВЭР-440 и 5,6 блоки ВВЭР-1000,
- Мо́ховце, 1 и 2 блоки ВВЭР-440(Словакия, пущен в октябре 1998 и марте 2000). В настоящее время достраиваются блоки 3 и 4.
- Ловииса, 1 и 2 блоки ВВЭР-440, модернизированы до 510 МВт.эл.
- Куданкулам, 1 и 2 блоки ВВЭР-1000 (в настоящее время идет пуско-наладка),
- Тяньваньская АЭС, 1 и 2 блоки ВВЭР-1000 (начало эксплуатации 2007 год),

ОК-650 — серия водо-водяных ядерных реакторов на тепловых нейтронах, размещаемых на подводных лодках. Используется высокообогащённая двуокись урана. Тепловая мощность — 180…190 МВт.

## Реактор КЛТ-40С дляплавающей АЭС
Разработан на основе реакторной установки КЛТ-40С используемой на российских ледоколах. В настоящее время такая плавучая АЭС (ПАЭС) построена и запущена в строй (г. Певек); планируется построить ещё несколько АЭС, для удалённых заполярных городов и в качестве опреснительных установок на экспорт.

## Реакторы на быстрых нейтронах
- БН-350 (Мангистауский Атомный Энергокомбинат (г. Актау, Казахстан) — остановлен в 1999)
- БН-600 (3-й блок на Белоярской АЭС)
- БН-800 (4-й блок на Белоярской АЭС)